# Antoniów (województwo świętokrzyskie)
Antoniów – wieś w Polsce, położona w województwie świętokrzyskim, w powiecie ostrowieckim, w gminie Bałtów.
W latach 1975–1998 miejscowość administracyjnie należała do województwa kieleckiego.

## Części wsi
| SIMC    | Nazwa         | Rodzaj    |
| ------- | ------------- | --------- |
| 0226276 | Antoniów Duży | część wsi |
| 0226282 | Antoniów Mały | część wsi |

Wierni Kościoła rzymskokatolickiego należą do parafii św. Zygmunta w Siennie.